# Kozaci
Kozaci su pripadnici vojničkih, pretežno ukrajinske i ruske etničke skupine, koji se od kraja 15. stoljeća pojavljuju na crnomorskim stepama, području južnog Dnjepra i Dona, tvoreći vojničku protuosmansku obrambenu ali i ofenzivnu vojnu pokrajinu.
Porijeklo kulture kozaka do danas nije posve temeljito istraženo. Sam naziv »Kozaci« uslijedio je nakon naziva »Zaporošci« tek u 15. stoljeću, a pretpostavlja se da su iste skupine ratnika ratovale i pod drugim nazivima povezanim s riječju »Rus'« (sinonim za srednjovjekovnu Ukrajinu) već od 10. stoljeća kada se ista pojava bilježi u povijesnim dokumentima. Specifičan izgled izvornih kozačkih ratnika obrijanih glava s repićem u predjelu tjemena te puštenim elegantnim dugim brkovima susreće se još u srednjovjekovlju (slični obrisi kulture se nalaze kod Kelta), a prva istaknutija osoba s takvim izgledom bio je Veliki kijevski knez Svjatoslav Ihorovyč.
Ukrajinski stručnjaci tumače da kozačka kultura ima svoje korijene najkasnije još iz razdoblja Kijevske Rusi kada se jug Ukrajine i Rusije nalazio u kontinuiranim sukobima s raznim euroazijskim narodima. Taj prostor ipak je bio naseljen slavenskim stanovnicima, djelomično i pripadnicima iz plemena Bijelih Hrvata, za koje se pretpostavlja da su jedna od skupina koja je sudjelovala u formiranju prvih kozačkih pokreta. Kozačka kultura se također u više istraživanja povezuje s Keltima te Skitima i Sarmatima, inače vojnički nastrojenim narodima iranskog porijekla koji su više stoljeća živjeli na prostoru južne Ukrajine i Rusije. To se posebno očitava u načinu ratovanja i vrsti oružija.
Prva kozačka utvrda odnosno središte Zaporoška Sič osnovano je u južnoj Ukrajini na rijeci Dnjepar. Ondje se formirao snažan »kozački pokret« koji će u sljedećem razdoblju postati sinonim za neovisnu ukrajinsku politiku u borbi protiv poljskih i tatarskih okupanata. Takozvani Zaporoški kozaci, u početku ukrajinski seljaci i lovci, povest će nekoliko velikih ustanaka protiv poljske vlasti, sustavno će pljačkati tatarska središta na poluotoku Krimu, a širenjem Ruskog Carstva dio njih će biti uključen u redove ruske carske vojske. Hrabar, neovisan i pustolovan život Zaporoških kozaka formirao je specifičnu kozačku vojnu kulturu (vrijednu divljenja u mnogim europskim ustanovama tog razdoblja) koja će se kasnije širiti Ruskim Carstvom. Objedinjavanjem ukrajinskih i ruskih vojnih skupina formiraju se Donski kozaci, a nakon njih slijedi niz kozačkih organizacija. Među njima posebno se ističu Kubanski kozaci koji se smatraju izravnim potomcima Zaporoških kozaka. 
Prema istraživanjima stručnjaka Susanne Luber i Petera Rastankowskog stvoreni su zaključci da su Ukrajinci činili veliku većinu ljudstva u prvim kozačkim sastavima i formiranju kozačke kulture i pokreta, točnije: 82% Ukrajinci i Bjelorusi, 8.4% Rusi, 4.8% Poljaci i 4.8% Litavci.

## Porijeklo naziva
Skupine slobodnih ratnika koje su funkcionirale na sličan način kao kasnije prozvani kozaci nalaze se u pred vikinškom razdoblju. Takve skupine posebno su specifične za južnu Ukrajinu i ušće Dnjepra odnosno prostor između Bizanta, istočne Europe i Euroazije. Riječi koje upućuju na prve poznate kozačke skupine pronalaze se u bizantskim zapisima gdje ih se oslovljava kao stražare i ratne plaćenike, te u kumanskom rječniku početkom 13. stoljeća. Riječ «kozak» koja se sigurnošću odnosi na Istočne Slavene prvi puta je zabilježena 1492., kada se Krimski kan požalio na vojnu snagu kozaka koja je počela predstavljati ozbiljnu opasnost za tatarska središta na krajnjem jugu Ukrajine i Rusije. Riječ je turkijskog porijekla i u originalnom prijevodu vjerojatno označava vrstu »bijele guske«, kako su Tatari imenovali pridošle vitke i svjetlopute istočne Slavene, uglavnom Ukrajince i Ruse. 
Riječ »kozak« kasnije počinje označavati »slobodnog čovjeka« koji ne priznaje vlast tatarskih klanova Zlatne Horde. Po raspadu osmanskog protektorata, strahopoštovan naziv »kozak« preuzimaju ukrajinski i ruski prebjezi, trajno naselivši slabije naseljeni krajnji jug današnje Ukrajine i Rusije poznat kao »Divlja polja«, prostore uz obalu Crnog mora i Azovskog mora. Prve kozačke skupine u Ukrajini imale su i vlastiti slavenski naziv »Zaporošci« (»iza riječnih pragova Dnjepra«) no kako Ukrajinci tada nisu imali vlastitu državu i suverenitet taj slavenski naziv nije ušao u službenu međunarodnu uporabu. Širenjem kozačkog pokreta među slavenskom populacijom na širim prostorima Poljsko-Litavske Unije i Ruskog Carstva, u međunarodnim dokumentima je preuzet turkijski naziv »Kozaci« prenijet s tih slabije naseljenih koloniziranih prostora južne Ukrajine koji su se službeno nalazili pod protektoratom Osmanskog Carstva. Time je naziv »Kozak« posato službeni naziv u obližnjim imperijima i postupno među samim kozacima. 
Siromašni kozaci u samom početku pljačkaju svoje neprijatelje i stječu ratni plijen, između ostalog konje, oružje i odjeću te tako postaju sve bolje naoružani i dostojanstveno odjeveni. Obrazovaniji, imućniji i elegantniji kozaci u 16. stoljeću postaju simbol ukrajinske neovisnosti, a formiranjem Ruskog Carstva u 18. stoljeću postaju prepoznatljivi kao »kršćanski vitezovi« te ponosni čuvari granica Ruskog imperija. Vrhovni politički i vojni zapovjednik kozaka bio je »Hetman«, a pripajanjem ukrajinske države Zaporoške Republike Ruskom Carstvu početkom 18. stoljeća, njegova je funkcija podređena moskovskom odnosno ruskom caru. »Hetman« je riječ njemačkog porijekla, označava »glavu« ili »glavešinu«.

## Povijest
Prva prepoznatljiva kozačka naselja formiraju se u Zaporižžji na ukrajinskom Dnjepru (Zaporoški kozaci), te ona ruska na Donu (Donski Kozaci). Uz seljačka gazdinstva, isprva s rodovskim oblicima zajednice, karakterizira ih stalna vojna pripravnost, o čemu odlučuje vojno vijeće (Rada, Krug) koje izabire vrhovnog glavara i ratnoga vođu (kod zaporoških hetman, kod donskih ataman), te druge starješine koji se postupno izdvajaju u viši socijalni sloj, ili se iz njega regrutiraju.
Osim što kozaci ratuju samostalno protiv Tatara i Osmanlija, stvaraju česte saveze s vlastima u kraljevskoj Varšavi i carskoj Moskvi. Česti napadi Zaporoških kozaka na turska središta bili su uzrok pokretanja službenog rata između Poljsko-Litavske Unije i Osmanskog Carstva. Kozačka vojska u nekoliko je navrata zaštitila širu okolicu Moskve pred turskom i tatarskom najezdom. Poljaci su u svojim redovima imali registrirane kozačke snage koje su često ratovale u službi poljske vojske, a za uzvrat ukrajinsko stanovništvo je imalo određene povlastice u sklopu Poljsko-Litavske Unije. Formiranjem Ruskog Carstva te objedinjavanjem pojedinih ruskih i ukrajinskih vojnih snaga, kozačke skupine se uključuju i u velike pothvate kao što su osvajanje Sibira. U vrijeme ruskog cara Ivana IV. posebno se ističe ataman Jermak Timofejevič te osvajanje Azova 1637. godine. Dio kozačkih snaga ne prihvaća rusku centralističku politiku pa bježi u razne europske zemlje, kako na crnomorskom jugu tako i na baltičkom sjeveru. Poljski redatelj (povjesničar) Jerzy Hoffman u svom dokumentarnom filmu o povijesti Ukrajine naglašava ogromnu ulogu ukrajinskih kozaka u osvajanju Dalekog istoka i Kavkaza u Rusiji. Tvrdi da bez ukrajinske potpore vlast u Moskvi (Rusko Carstvo) nikada ne bi ostvarilo takve pothvate i konačno formirala najveći svjetski imperij.
Kozaci su u svojoj iznimnoj borbi imali potporu Rusije i Poljske, ali ih u isto vrijeme obje države nastoje kontrolirati s obzirom na vlastite suprotstavljene interese. Obje države pokušavaju spriječiti njihov utjecaj na unutrašnje državne prilike u kojima se kozaci često javljaju s podrškom seljačkim ustancima, posebno u središnjoj Ukrajini. Tako je ustanak Zaporoških kozaka pod vodstvom hetmana Bogdana Hmeljnickog stvorio neovisnu ukrajinsku državu Zaporošku Republiku koja je 1654. stvorila kratkoročnu uniju s Moskovskim Carstvom odnosno Rusijom. U južnoj Rusiji poznat je ustanak Donskih kozaka pod vodstvom atamana Jemaljana Pugačova (1733.) godine, širi svoj utjecaj od Povolžja do Sibira, dovodeći moćnu rusku caricu Katarinu II. u zabrinjavajući položaj. Lomljenjem takvih otpora, kozaci postupno dolaze pod neposrednu carsku vlast, koja napokon postavlja i same kozačke starješine, a kozačka konjica postaje dio ruskih graničarskih postrojba.
Kako se Rusko Carstvo širilo na jug (Krim, Kuban i dr.) i istok (Ural, Sibir), kozaci se raseljavaju te se javljaju i druge kozačke skupine: Uralski, Povološki, Kubanski, Orenburški, Sibirski kozaci i dr. Za Oktobarske revolucije 1917. godine i ruskog građanskog rata koji je uslijedio, kozaci se mahom bore na strani bijelih (monarhista), ali ih poslije koristi i Crvena armija u kojoj tvore znamenitu Crvenu konjicu. Posljednji službeni kozački hetman na prostoru Ukrajine je Pavlo Skoropadskij, a u Rusiji su posebno bili značajni Kubanski i Donski kozaci. Za vrijeme Drugog svjetskog rata većina kozačkih skupina ratovat će na strani nacističke Njemačke posebno jer nisu podilazili sovjetsko-komunističkim vlastima. Kubanski kozaci imali su probleme i za vrijeme Holodomora (1933.) kada ih je značajan dio raseljen, pritvoren ili ubijen. Nakon rata i rusifikacijskog procesa ponovno su vraćeni u redove Crvene armije pod rukovodstvom Staljina, a značajan dio njihovih pripadnika nikada se nije vratio iz drugih krajeva Sovjetskog Saveza u rodni ruski Kuban.

## Kultura
Hrabar, slobodan i pustolovan život Kozaka, uljepšan romantikom ili zagorčen socrealizmom, značajna je tema ukrajinske i ruske književnosti od Gogolja (»Taras Buljba«), Šolohova (»Tihi Don«)  do Isaka Babelja (Crvena konjica). U slikarstvu su često tema povijesnih, romantičarskih, ali i realističkih slika poput »Zaporošci pišu podrugljivo pismo sultanu« slavnog slikara (kozačkog podrijetla) Ilje Rjepina. U glazbi i folkloristici poznati su brzi folklorni plesovi »kozačok« i »hopak« koji su postali opći stereotip kozačke zabave. 
Ipak, kozaci nisu samo prepoznatljivi po vojničkoj vještini i veseloj naravi. Među kozacima se ističu i jedni od najobrazovanijih ljudi u Europi poput hetmana Ivana Mazepe. Povijest je zabilježila da je hetman Pilip Orlik napisao jedan od prvi demokratskih ustava u svijetu. S druge strane, govoreći o kozačkoj poprilično demokratskoj samoorganizaciji i načinu međusobnog ustroja, kako države Zaporoške Republike tako i samo kozačkog društva u Ukrajini, dolazi se do spoznaje da su kozaci spadali u jednu od najobrazovanijih populacija Europe svog vremena. Kozaci su ujedno činili značajan dio obrazovane populacije u Ruskom Carstvu.

## Poveznice
- Povijest Ukrajine
- Ukrajinski kozaci
- Povijest Rusije
- Ruski kozaci
- Tatari
- Hajduci
- Hajdamaci
- Uskoci

## Vanjske poveznice
- The history of Cossacks, eng.
- Kozaci - eng., rus., spa., fre.